# Сен-Пе-д’Арде
Сен-Пе-д’Арде́ (фр. Saint-Pé-d'Ardet, окс. Sent Pèr d'Ardet) — коммуна во Франции, находится в регионе Юг — Пиренеи. Департамент — Верхняя Гаронна. Входит в состав кантона Барбазан. Округ коммуны — Сен-Годенс.
Код INSEE коммуны — 31509.

## География

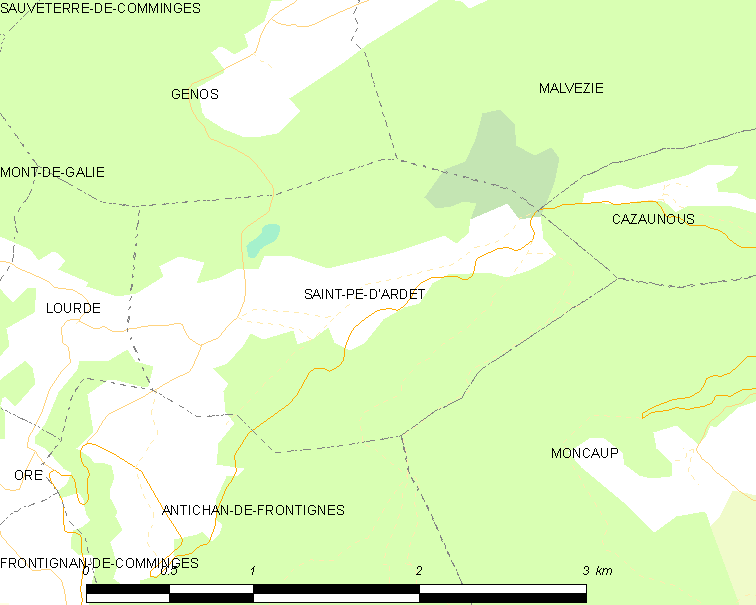
Карта коммуны

Коммуна расположена приблизительно в 670 км к югу от Парижа, в 95 км к юго-западу от Тулузы.
Около половины территории коммуны занимают леса.

## Климат
Климат умеренно-океанический. Зима мягкая и снежная, весна характеризуется сильными дождями и грозами, лето сухое и жаркое, осень солнечная. Преобладают сильные юго-восточные и северо-западные ветры.

## Население
Население коммуны на 2010 год составляло 126 человек.
| 1962 | 1968 | 1975 | 1982 | 1990 | 1999 | 2010 |
| ---- | ---- | ---- | ---- | ---- | ---- | ---- |
| 112  | 101  | 98   | 117  | 116  | 115  | 126  |

## Администрация
| Период | Период | Фамилия       | Партия                  | Примечания               |
| ------ | ------ | ------------- | ----------------------- | ------------------------ |
| 2001   | 2008   | Жерар Риваль  | Социалистическая партия | член генерального совета |
| 2008   | 2020   | Патрис Риваль |                         |                          |

## Экономика
В 2010 году среди 82 человек трудоспособного возраста (15—64 лет) 57 были экономически активными, 25 — неактивными (показатель активности — 69,5 %, в 1999 году было 57,7 %). Из 57 активных жителей работали 47 человек (27 мужчин и 20 женщин), безработных было 10 (5 мужчин и 5 женщин). Среди 25 неактивных 3 человека были учениками или студентами, 16 — пенсионерами, 6 были неактивными по другим причинам.

## Достопримечательности
- Церковь Св. Петра (XI век). Исторический памятник с 1956 года[4]

## Фотогалерея

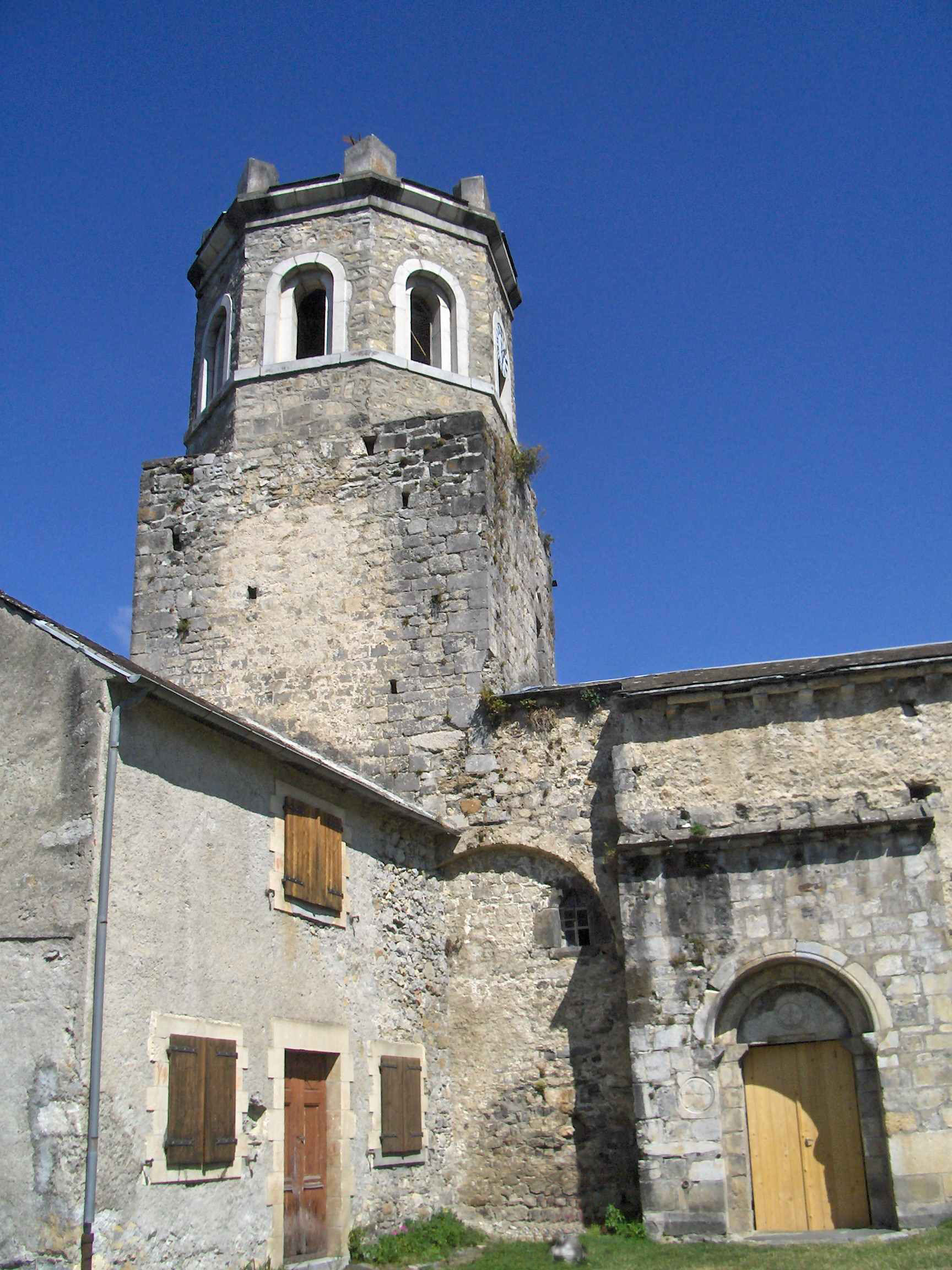
Церковь Св. Петра
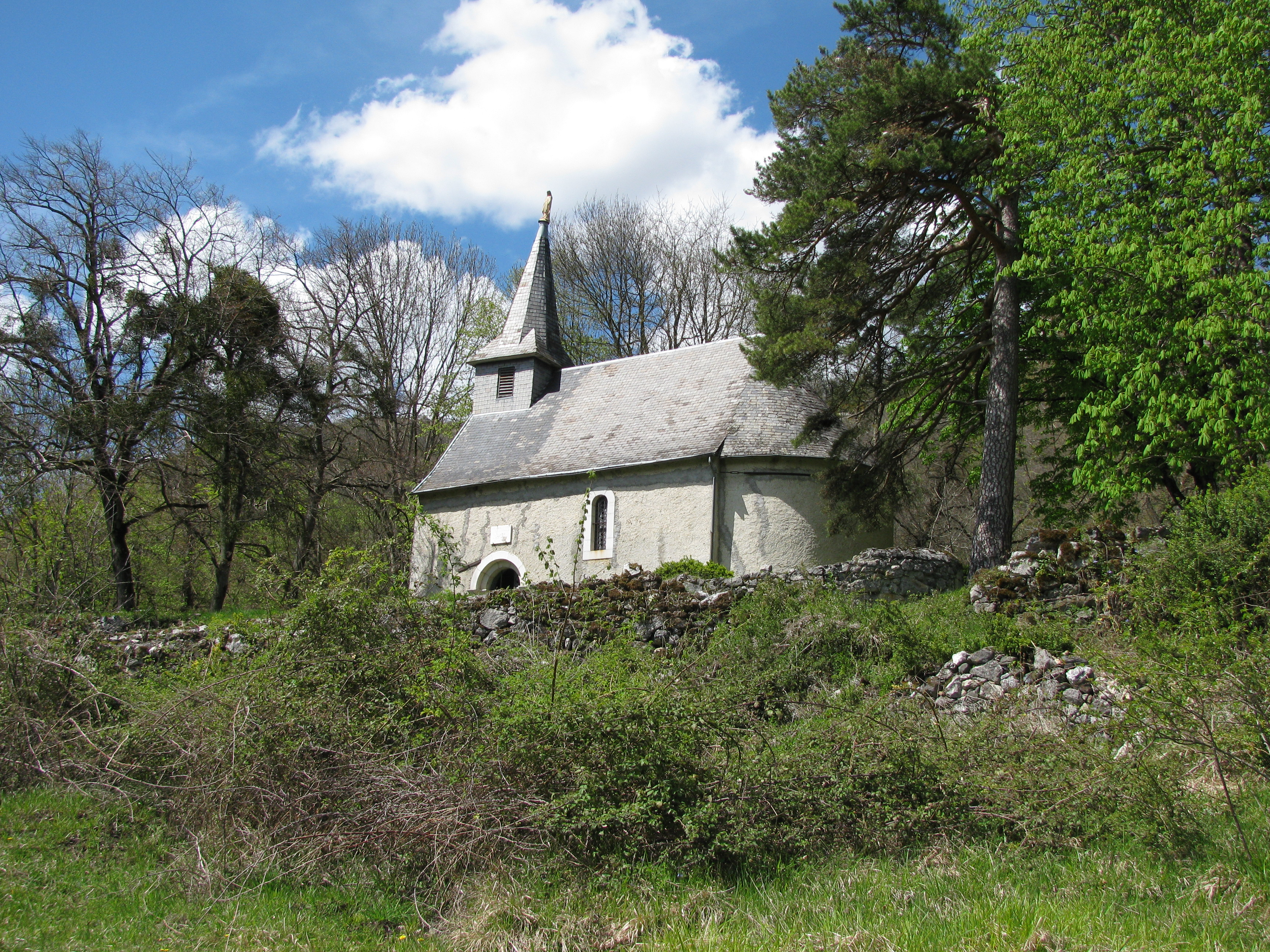
Часовня Сент-Орай
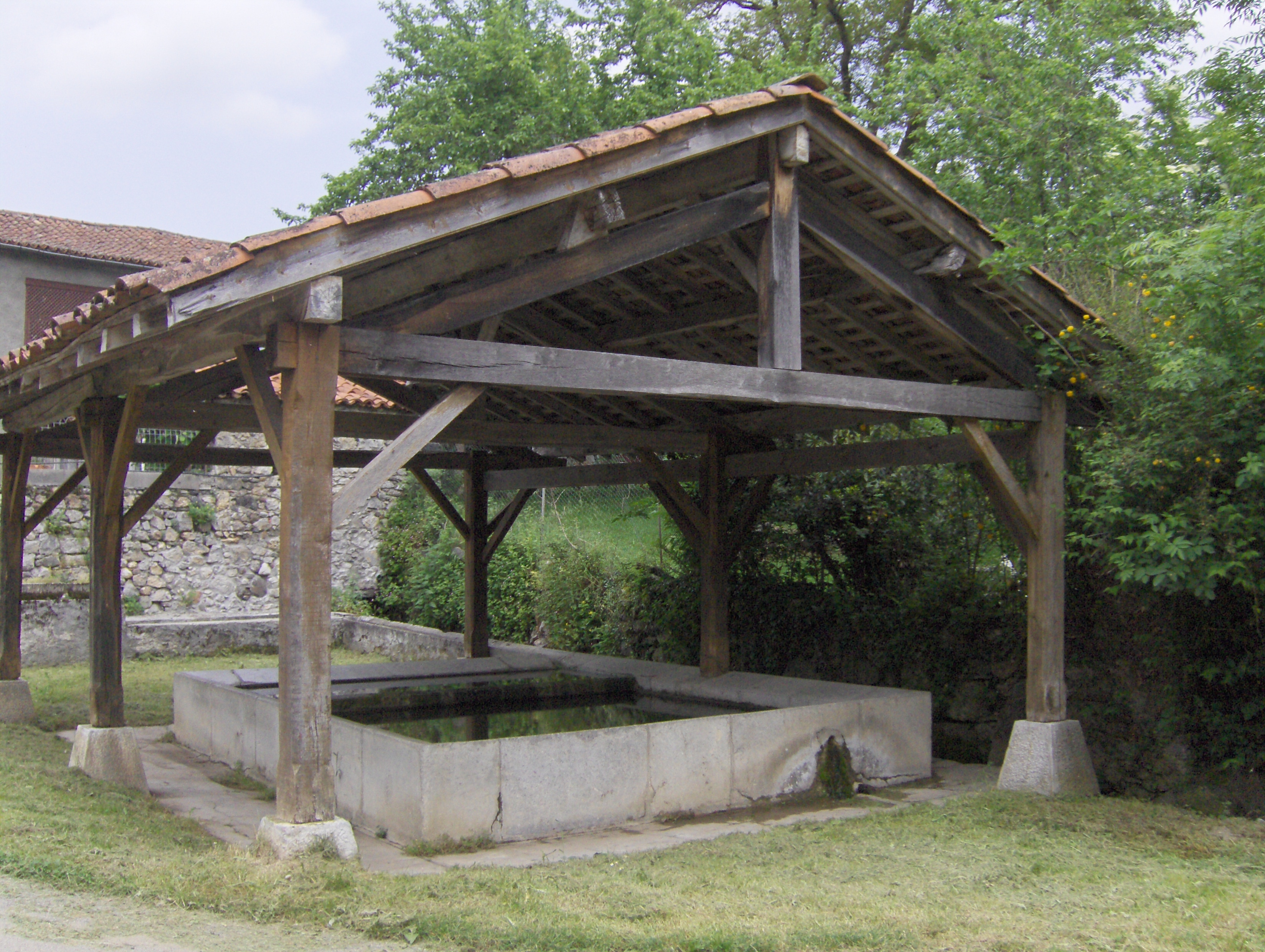
Общественная прачечная
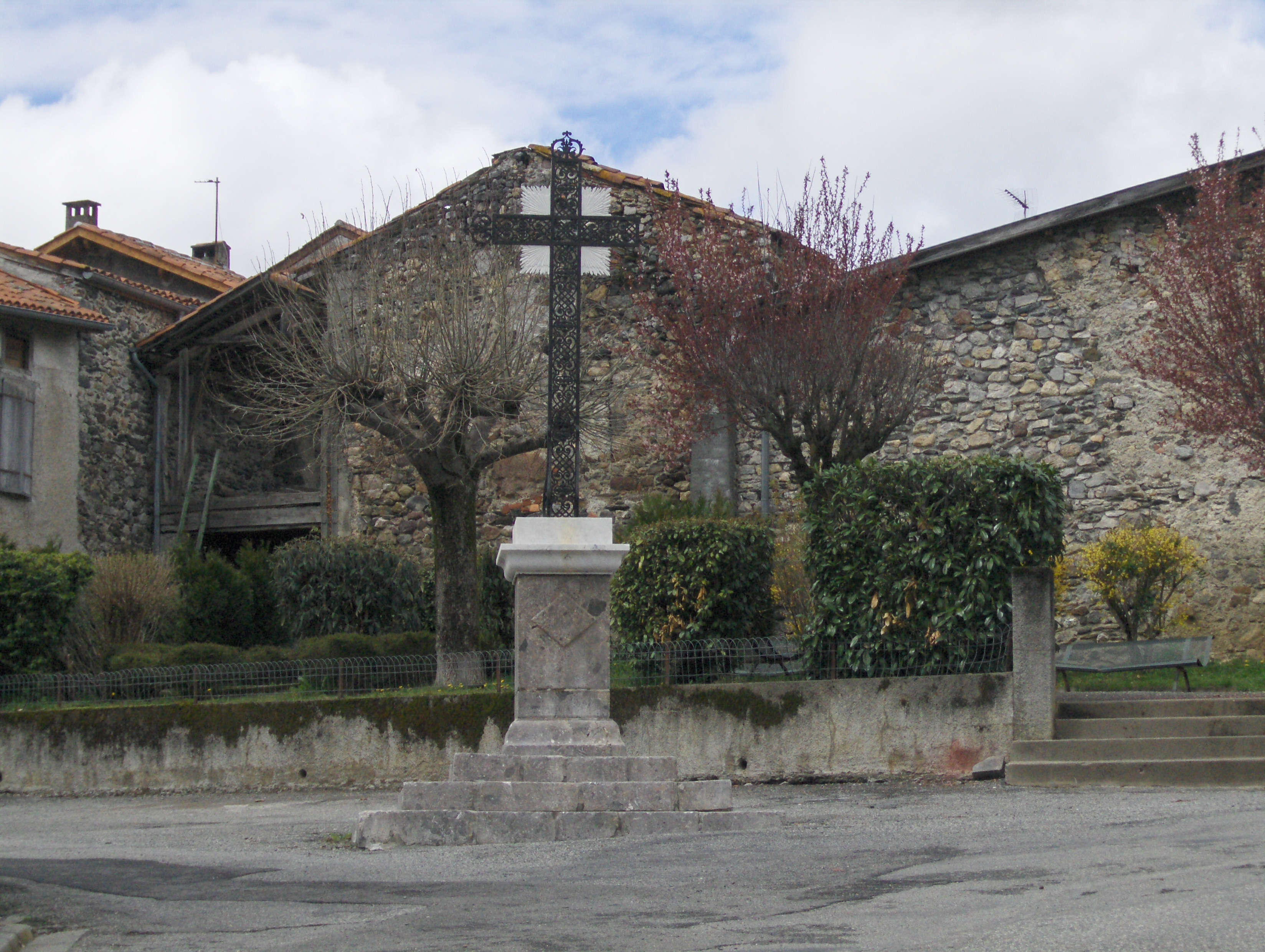
Крест
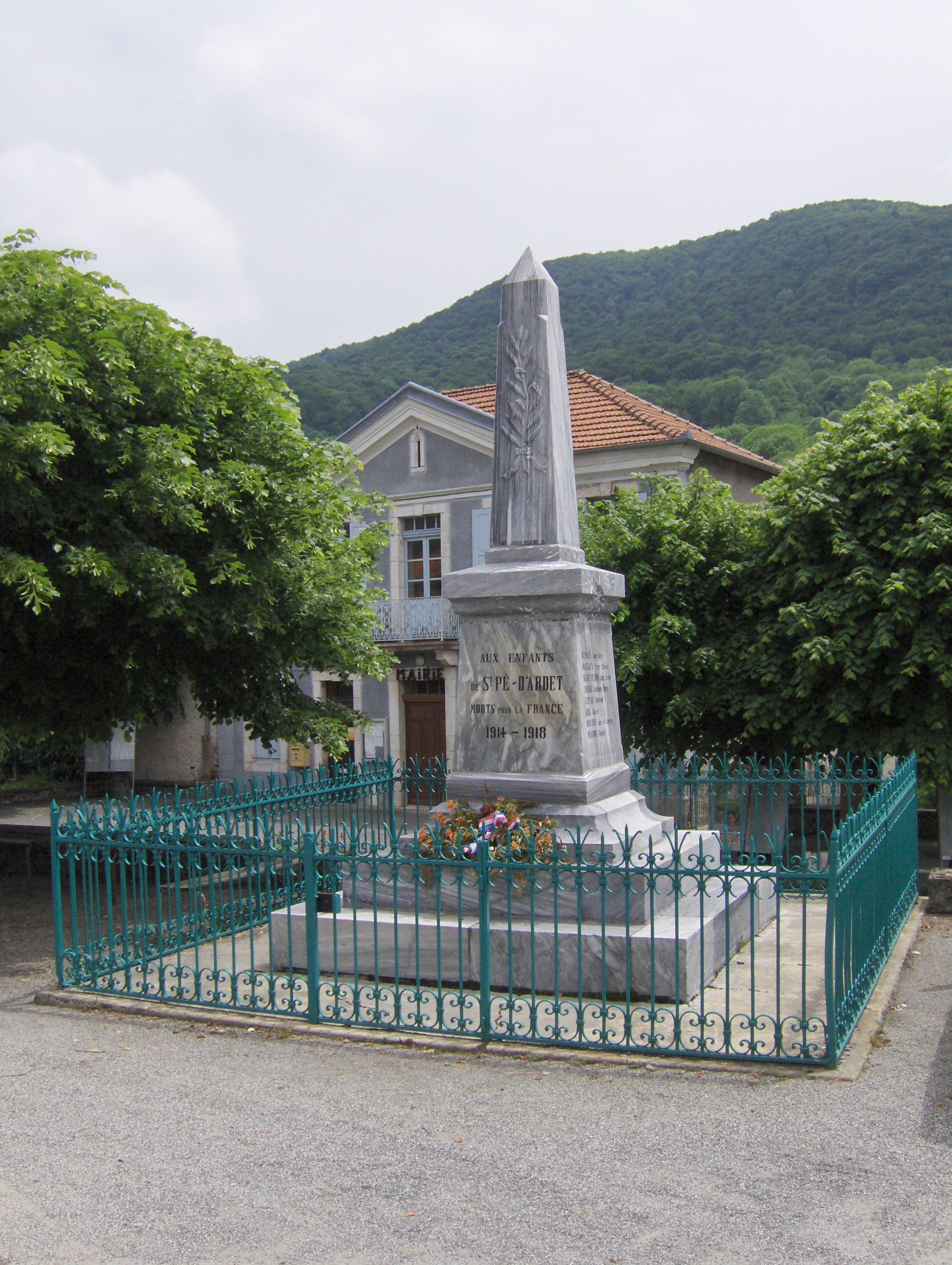
Военный мемориал